# Chanchona (género musical)
La chanchona es un género musical tradicional originario del oriente de El Salvador, particularmente en los departamentos de Morazán, La Unión y San Miguel caracterizado por su ritmo alegre y bailable, y es considerado una expresión cultural representativa de las comunidades rurales salvadoreñas.

## Historia y origen
La chanchona tiene sus raíces en la música folclórica centroamericana, influenciada por la cumbia y otros géneros autóctonos. En la década de 1950, la chanchona emergió como una forma de música popular en El Salvador, especialmente en las zonas rurales. Su nombre proviene del instrumento principal utilizado en la interpretación de este género: un contrabajo de tamaño reducido conocido como "chanchona".
Grupos como "Los Hermanos Lovo" han sido fundamentales en la preservación y difusión de la chanchona, llevando su música a escenarios internacionales y destacando la riqueza cultural de El Salvador.

## Características musicales
La chanchona se interpreta con una formación instrumental que incluye violín, guitarra, contrabajo (chanchona), güiro y conga. Su estilo es alegre y festivo, con letras que abordan temas de la vida cotidiana, el amor y la identidad cultural. El ritmo característico de la chanchona es binario, similar al de la cumbia, lo que facilita su baile en pareja.

## Instrumento principal: la chanchona
El instrumento que da nombre al género es el contrabajo conocido como "chanchona". Este instrumento es una versión más pequeña del contrabajo tradicional, adaptado para facilitar su transporte y ejecución en las comunidades rurales. Su sonido grave y resonante es fundamental para el carácter distintivo de la chanchona.

## Importancia cultural
La chanchona no solo es un género musical, sino también una manifestación de la identidad cultural salvadoreña. Durante festividades y celebraciones, la música de la chanchona crea un ambiente de camaradería y alegría, fortaleciendo los lazos comunitarios. Eventos como el Festival de Chanchonas organizado por Radio Chaparrastique en San Miguel celebran y promueven esta tradición musical.